# کانتون چاکاریا
کانتون چاکاریا (به اسپانیایی: Chacarilla Canton) یکی از کانتون‌های بولیوی در بولیوی است که در شهرداری چاکاریا واقع شده‌است. کانتون چاکاریا ۳۹۴ نفر جمعیت دارد.